# Sechszeiger
Zeigerberg är ett berg i Österrike.   Det ligger i distriktet Imst och förbundslandet Tyrolen, i den västra delen av landet, 400 km väster om huvudstaden Wien. Toppen på Zeigerberg är 2 341 meter över havet.
Terrängen runt Zeigerberg är huvudsakligen mycket bergig. Närmaste större samhälle är Imst, 9,3 km norr om Zeigerberg. 
Trakten runt Zeigerberg består i huvudsak av gräsmarker. Runt Zeigerberg är det ganska glesbefolkat, med 35 invånare per kvadratkilometer.